# Tempel van Neith
De Tempel van Neith is een Egyptische tempel gelegen op de oostbank van Saïs. De tempel was de belangrijkste cultusplaats van de godin Neith en ook een van de belangrijkste tempels van het land. Volgens sommige Egyptologen kon de tempel de concurrentie aangaan met het tempelcomplex van Karnak.

## Bouwgeschiedenis
De tempel van Neith is een van de oudste tempels van Egypte en hij bestond al zeker vanaf de 1e dynastie. Vooral tijdens de 26e dynastie, toen Saïs de hoofdstad was, werd er door de farao's actief gebouwd. Vooral Amasis en Apries hebben de tempel aanzienlijk uitgebreid. In dezelfde eeuw heeft ook Herodotus de tempel beschreven en hij is onze voornaamste bron om de tempel te kunnen reconstrueren. De tempel werd immers in de 14e eeuw volledig vernietigd en de stenen werden naar Caïro, Rosetta en andere plaatsten gebracht. Bekende egyptologen zoals Champollion en Lepsius hadden er al eerder opgravingen gedaan, maar er kwamen pas grondige opgravingen in 1997 door de Egyptian Exploration Society.

## Architectuur
De tempel is volledig vernietigd en het is zeer moeilijk om hem opnieuw te reconstrueren. Onze voornaamste bronnen zijn Herodotus en de archeologie. Het centrale gebouw mat ongeveer 230 x 150 meter en lag binnen een groter complex van 675 x 675 meter. Er waren grote obelisken, een heilig meer, het graf van Amasis en Apries en de tempel van Neith zelf. Deze had verschillende kapellen met palmzuilen voor andere belangrijke goden zoals Osiris, Horus, Sobek, Atum, Amon, Bastet, Isis, Nekhbet, Wadjet en Hathor. Binnenin de tempel was er ook nog een grote monoliet van graniet uit Aswan.